# كورت بيترز
كورت بيترز (بالألمانية: Kurt Peters)‏ هو كيميائي نمساوي، ولد في 17 أغسطس 1897 في فيينا في النمسا، وتوفي بنفس المكان في 23 مايو 1978.